# Scutiger tuberculatus
Scutiger tuberculatus är en groddjursart som beskrevs av Liu, Fei in Liu, Hu och Fei 1979. Scutiger tuberculatus ingår i släktet Scutiger och familjen Megophryidae. IUCN kategoriserar arten globalt som sårbar. Inga underarter finns listade i Catalogue of Life.